# HD 10180
2MASS J01375356-6030414 eller HD 10180 är en ensam stjärna belägen i den norra delen av stjärnbilden Lilla vattenormen. Den har en skenbar magnitud av ca 7,33 och kräver åtminstone en stark handkikare för att kunna observeras. Baserat på parallaxmätning inom Hipparcosuppdraget på ca 25,6 mas, beräknas den befinna sig på ett avstånd på ca 127 ljusår (ca 39 parsek) från solen. Den rör sig bort från solen med en heliocentrisk radialhastighet på ca 35 km/s.
Stjärnan är känd för sitt stora planetariska system och sedan dess upptäckt har minst sju exoplaneter, och möjligen så många som nio, observerats som kretsar kring den, vilket gör den till det potentiellt största av alla kända planetsystem  inklusive solsystemet. (Andra stjärnor med ett stort känt antal planeter är Kepler-90, Trappist-1, Kepler-11 och 55 Cancri.)

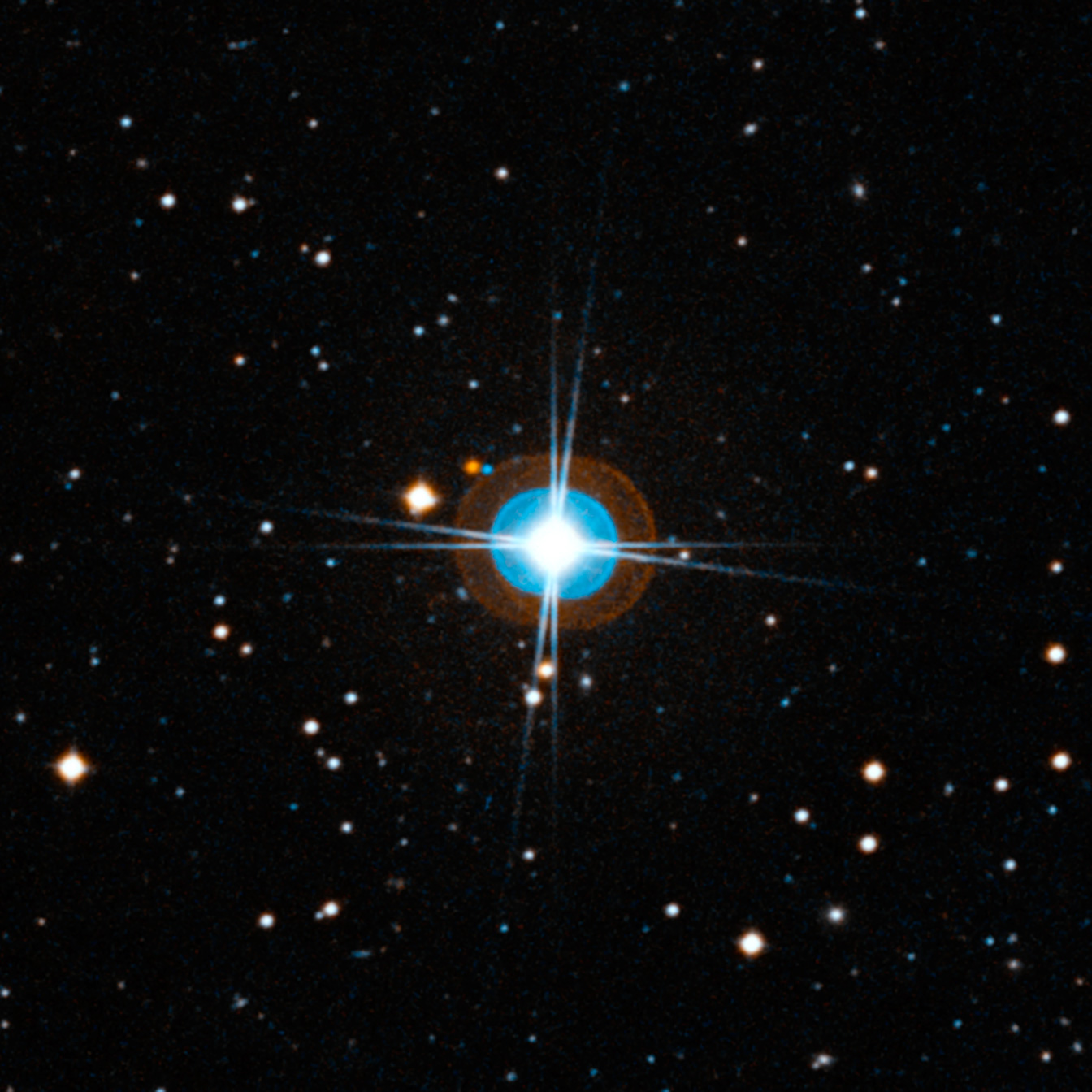
Vy av himlen kring stjärnan HD 10180 (mitten)
Foto: ESO

## Egenskaper
HD 10180 är en solliknande gul till vit stjärna i huvudserien av spektralklass G1 V. Den har en massa som är ca 1,1 solmassor, en radie som är ca 1,2 solradier och har ca 1,5 gånger solens utstrålning av energi från dess fotosfär vid en effektiv temperatur av ca 5 900 K. En undersökning 2015 har visat att det inte finns några följeslagare på projicerade avstånd över 13 astronomiska enheter.

## Planetsystem
År 2010 meddelade en forskargrupp under ledning av Christophe Lovis vid Genèves universitet att stjärnan har minst fem exoplaneter, och möjligen så många som sju. Planeterna upptäcktes med hjälp av HARPS-spektrografen, i samverkan med ESO:s 3,6 m-teleskop vid La Silla-observatoriet i Chile, med användning av dopplerspektroskopi.
I april 2012 överlämnade astronomen Mikko Tuomi från University of Hertfordshire en rapport till Astronomy and Astrophysics med föreslag till en nioplanetsmodell för systemet. Genom bearbetning av data med Bayesian sannolikhetsanalys kunde tidigare kända planeters parametrar reviderades och ytterligare bevis hittas för den innersta planeten (b) samt bevis för ytterligare två planeter (i och j).
| Planet         | Massa           | Halv storaxel (AE) | Siderisk omloppstid (d) | Excentricitet  | Inklination | Radie |
| -------------- | --------------- | ------------------ | ----------------------- | -------------- | ----------- | ----- |
| b (obekräftad) | ≥1,3 ± 0,08 M⊕  | 0,02222 ± 0,00011  | 1,17766 ± 0,00022       | 0,0005 ± 0,049 | -           | -     |
| c              | ≥13,0 ± 2,0 M⊕  | 0,06412 ± 0,00101  | 5,75969 ± 0,00028       | 0,073 ± 0,031  | -           | -     |
| i (obekräftad) | ≥1,9 ± 1,8 M⊕   | 0,0904 ± 0,047     | 9,655 ± 0,072           | 0,05 ± 0,23    | -           | -     |
| d              | ≥11,9 ± 2,15 M⊕ | 0,12859 ± 0,00202  | 16,357 ± 0,0038         | 0,131 ± 0,052  | -           | -     |
| e              | ≥25,0 ± 3,9 M⊕  | 0,2699 ± 0,0043    | 49,748 ± 0,025          | 0,051 ± 0,033  | -           | -     |
| j (obekräftad) | ≥5,1 ± 3,2 M⊕   | 0,330 ± 0,016      | 67,55 ± 1,28            | 0,07 ± 0,12    | -           | -     |
| f              | ≥23,9 ± 1,4 M⊕  | 0,4929 ± 0,0078    | 122,744 ± 0,232         | 0,119 ± 0,054  | -           | -     |
| g              | ≥21,4 ± 3,4 M⊕  | 1,427 ± 0,028      | 604,67 ± 10,42          | 0,263 ± 0,152  | -           | -     |
| h              | ≥65,8 ± 12,9 M⊕ | 3,381 ± 0,121      | 2 205,0 ± 105,9         | 0,095 ± 0,086  | -           | -     |